# Pasar Lapan
Pasar Lapan is een bestuurslaag in het regentschap Batu Bara van de provincie Noord-Sumatra, Indonesië. Pasar Lapan telt 4397 inwoners (volkstelling 2010).